# تئاتر سان کارلو
تئاتر سان کارلو (به ایتالیایی: Teatro di San Carlo) تالار اپرا تاریخی در شهر ناپل ایتالیا، که در سال ۱۷۳۷ گشایش یافته است.

## نگارخانه

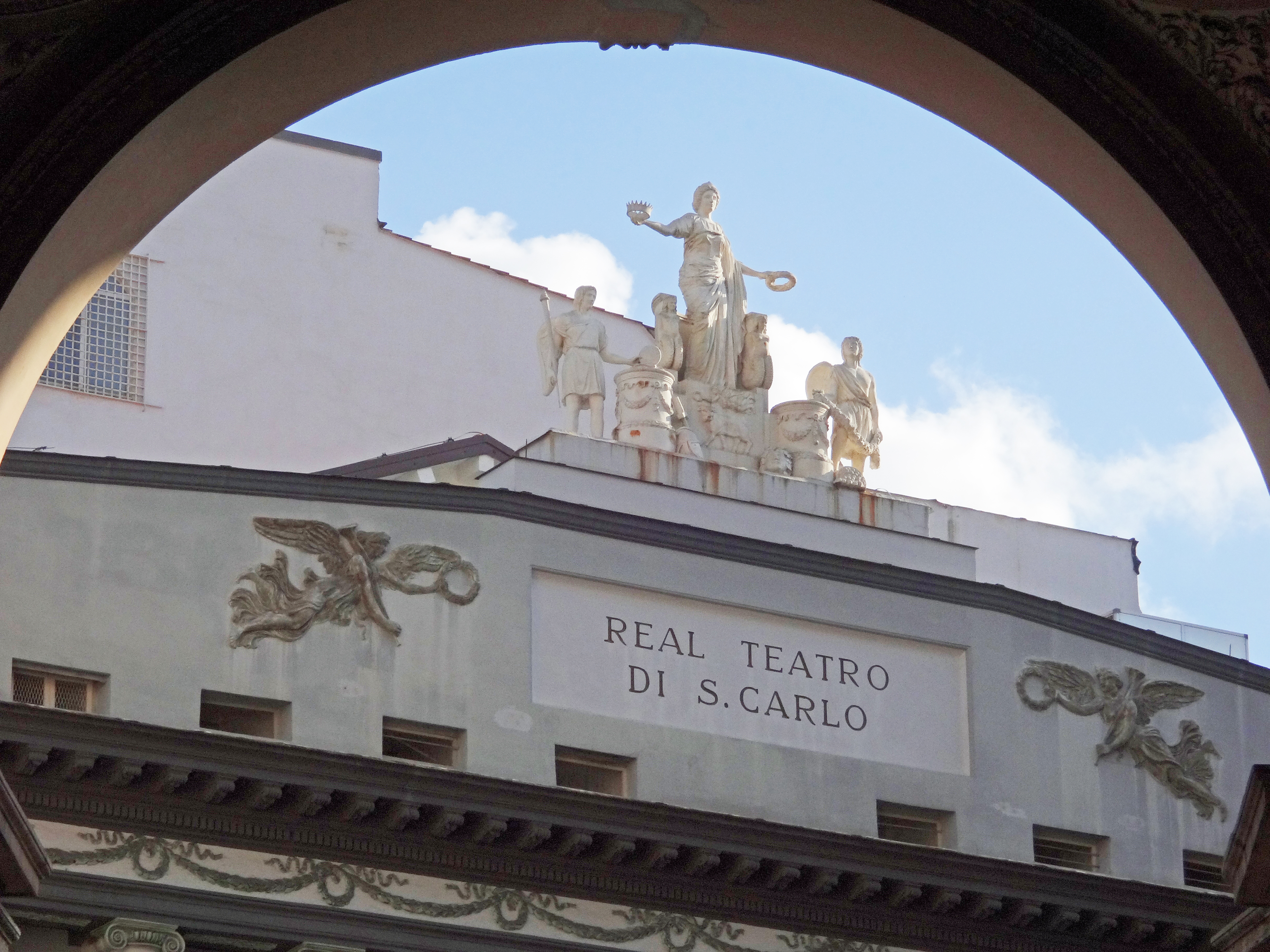
سردر ساختمان
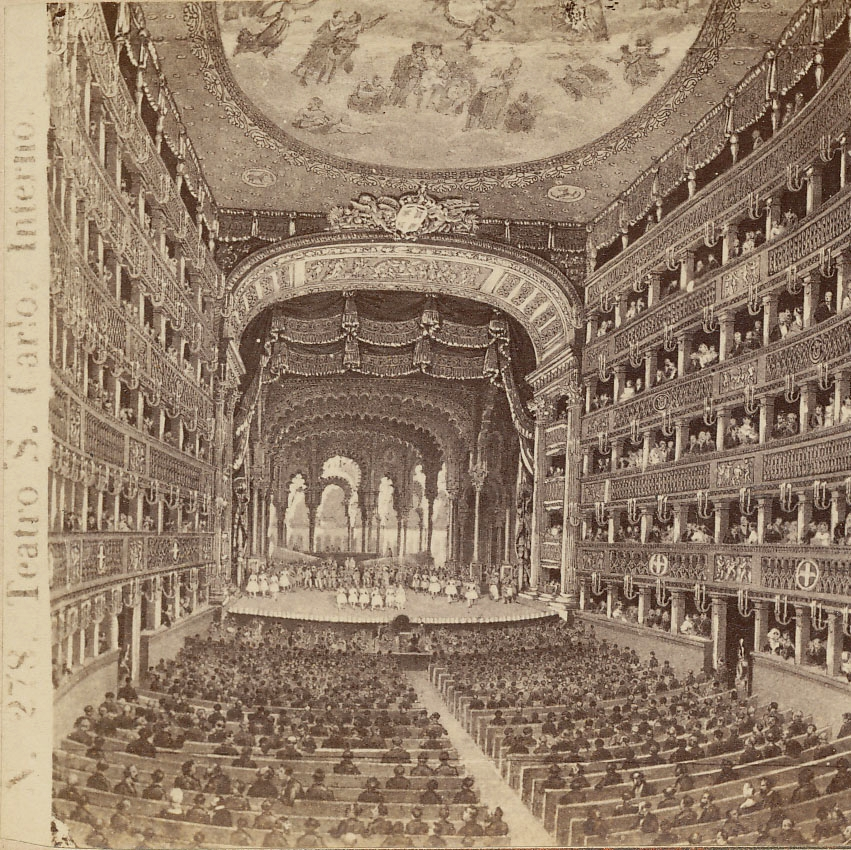
نمای درونی تالار، سال ۱۹۱۶
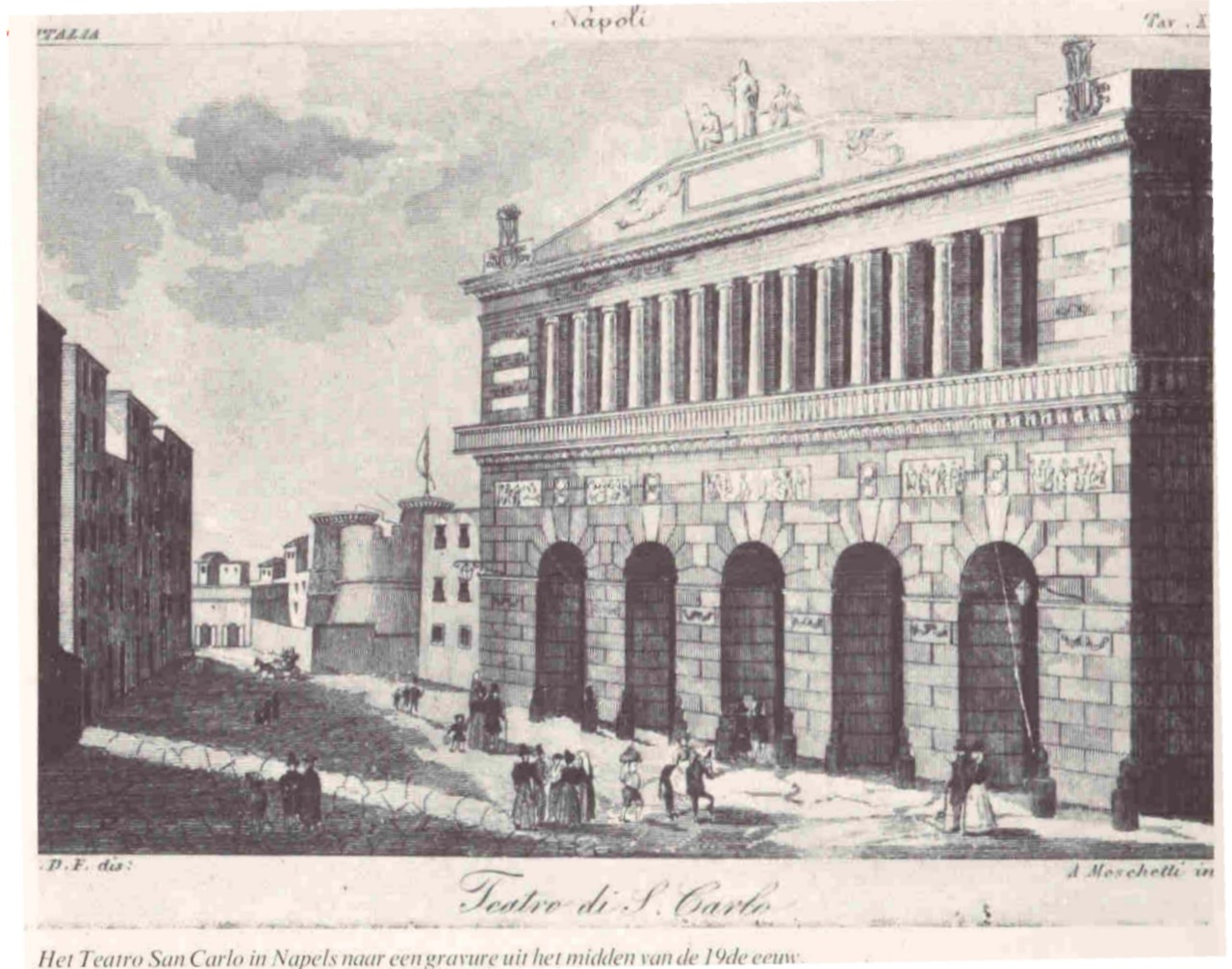
نمای بیرونی، ۱۸۵۰
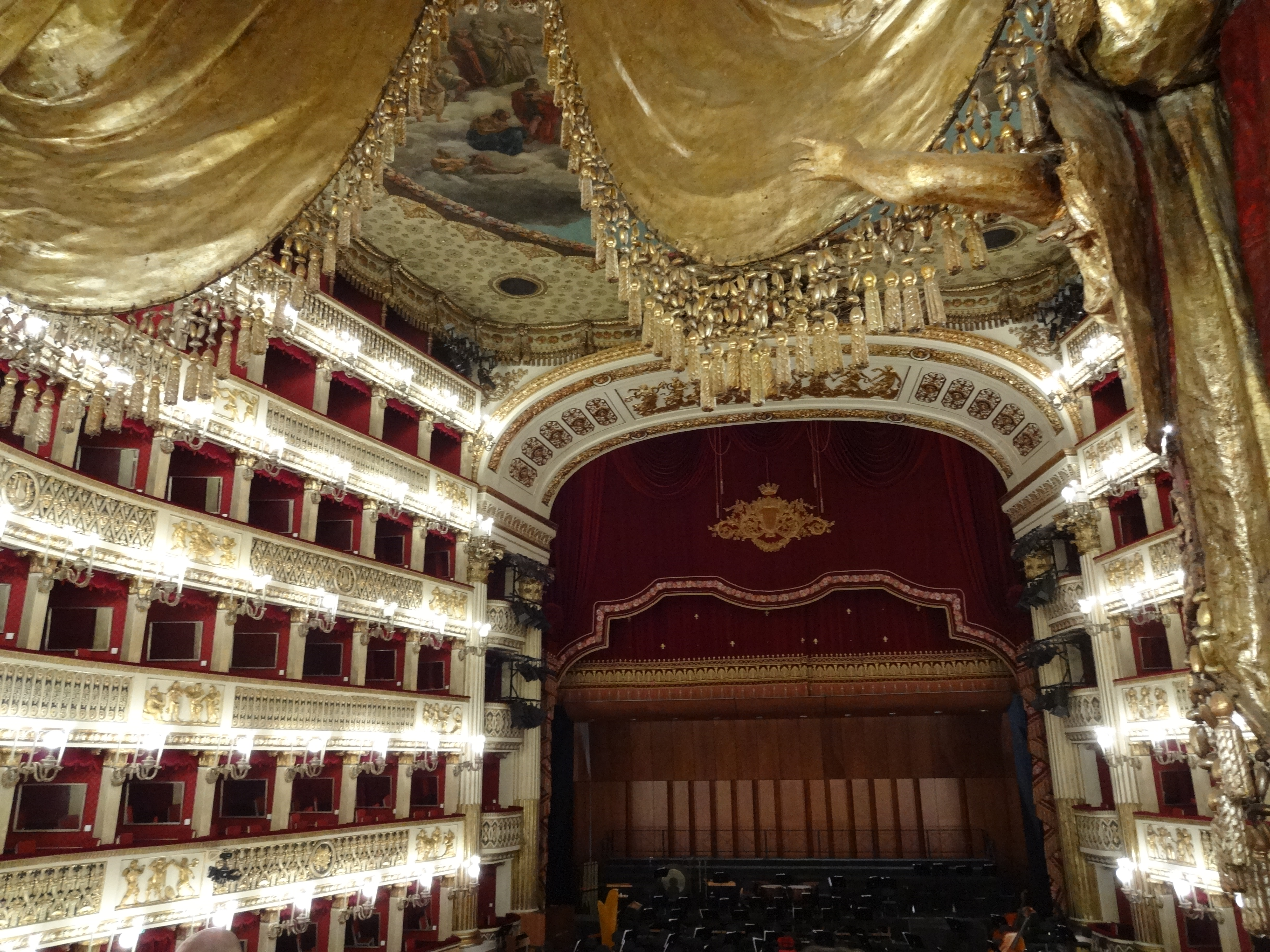
نمای سن از جایگاه سلطنتی
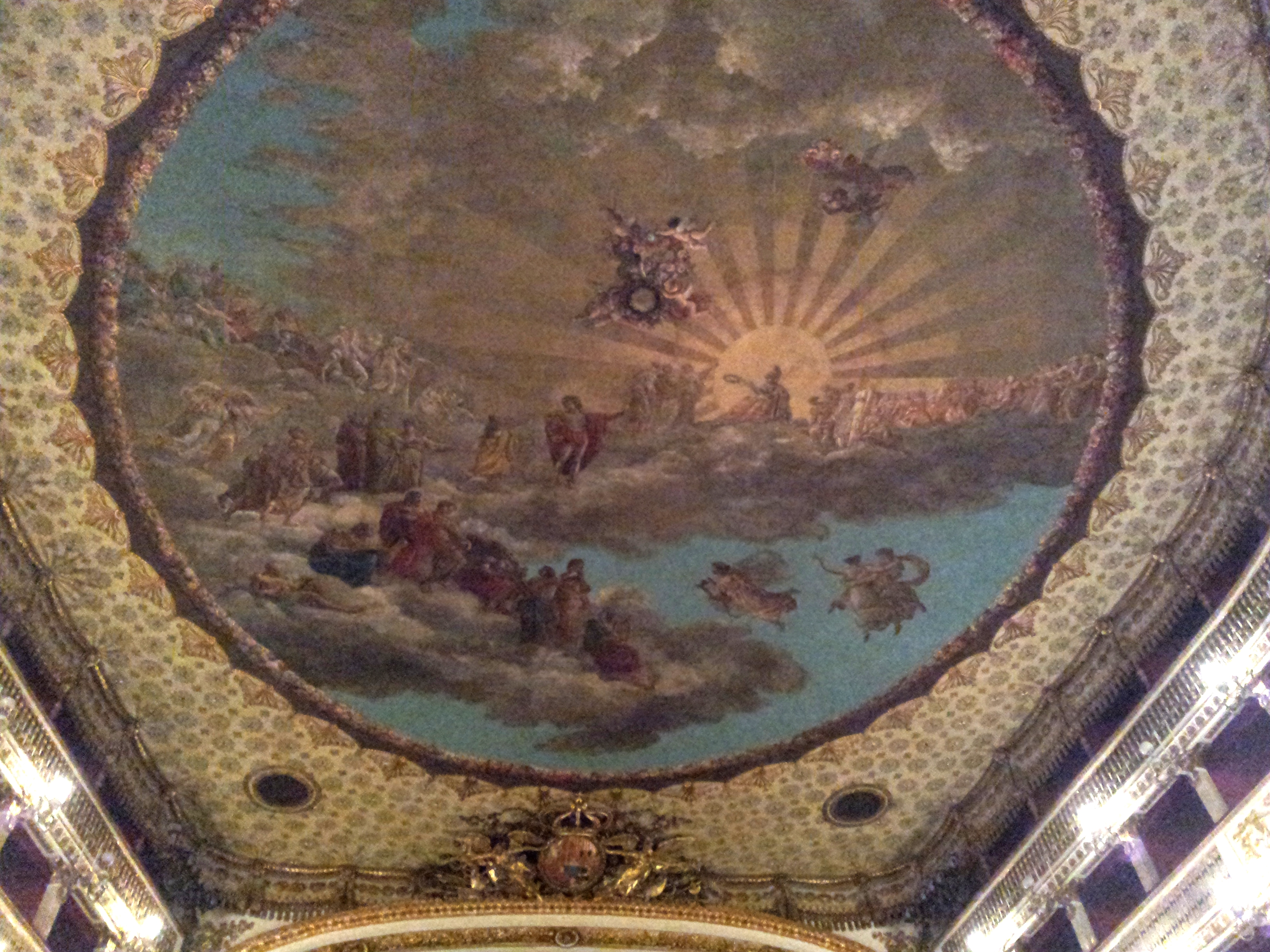
سقف تالار
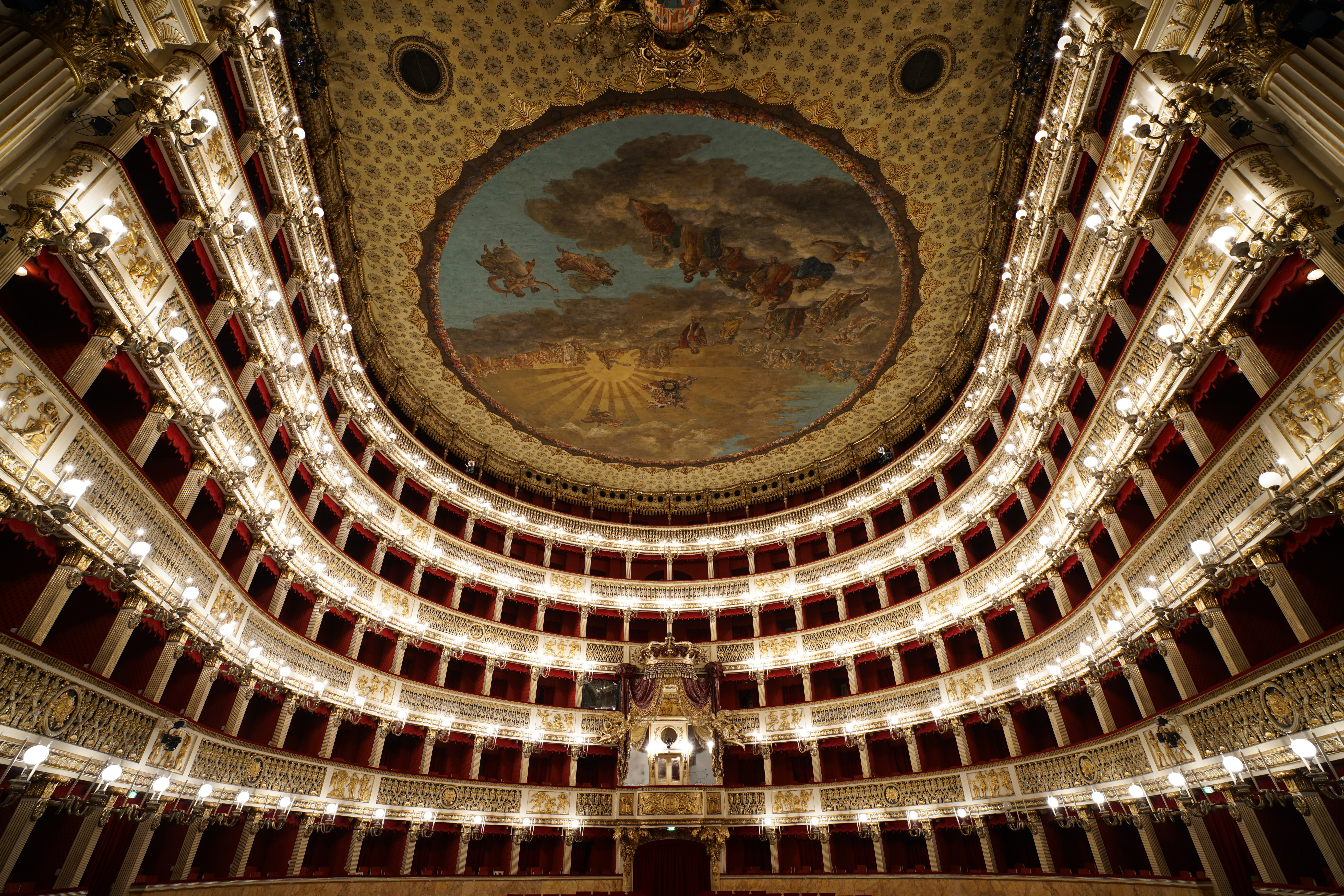
جایگاه سلطنتی و بالکن‌ها